# 大野由利子
大野 由利子（おおの ゆりこ、1942年1月20日 - ）は、日本の政治家。元公明党衆議院議員（3期）。

## 経歴
大阪府出身。1966年京都大学薬学部卒。薬剤師の資格を得て、大阪市立小児保健センター、創価学会系出版社である潮出版社に入り、フリーライターを経て、1990年、東京7区に公明党から出馬し、初当選。1994年、新進党に加入。1998年に新党平和に加わり、その後公明党に合流した。2000年の総選挙に落選した。

## 政策
- 選択的夫婦別姓制度導入に賛同[1]。